# Richard Hawley
Richard Hawley (* 17. ledna 1967) je anglický zpěvák a kytarista. Narodil se v Sheffieldu a své první sólové nahrávky vydal na eponymním minialbu v roce 2001. Již od roku 1998 působil ve skupině Pulp. První sólovou dlouhohrající desku nazvanou Late Night Final vydal v říjnu roku 2001. Následovala řada dalších alb. V roce 2013 zpíval v písni „Rewind the Film“ z alba Rewind the Film velšské rockové skupiny Manic Street Preachers. Dále spolupracoval například se skupinou Arctic Monkeys.